# Nebuloasa California
Nebuloasa California (NGC 1499) este o nebuloasă de emisie situată în constelația Perseu. Este numită astfel pentru că pare să semene cu statul american California. Are aproape 2,5° lungime pe cer și, din cauza luminozității sale scăzute, este extrem de dificil de observat. Se află la o distanță de aproximativ 1.000 de ani-lumină de Pământ.  
Nebuloasa California a fost descoperită de E.E. Barnard în 1884.

## Galerie

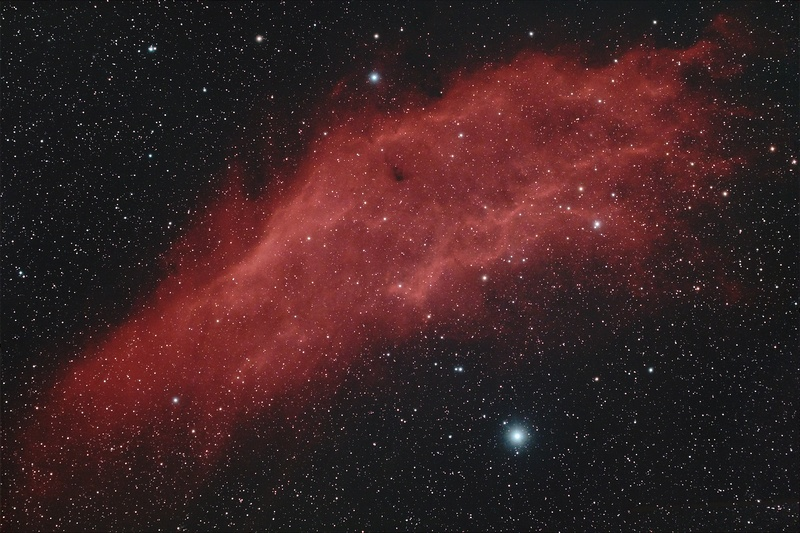
Imagine a Nebuloasei California văzută printr-un telescop pentru amatori.
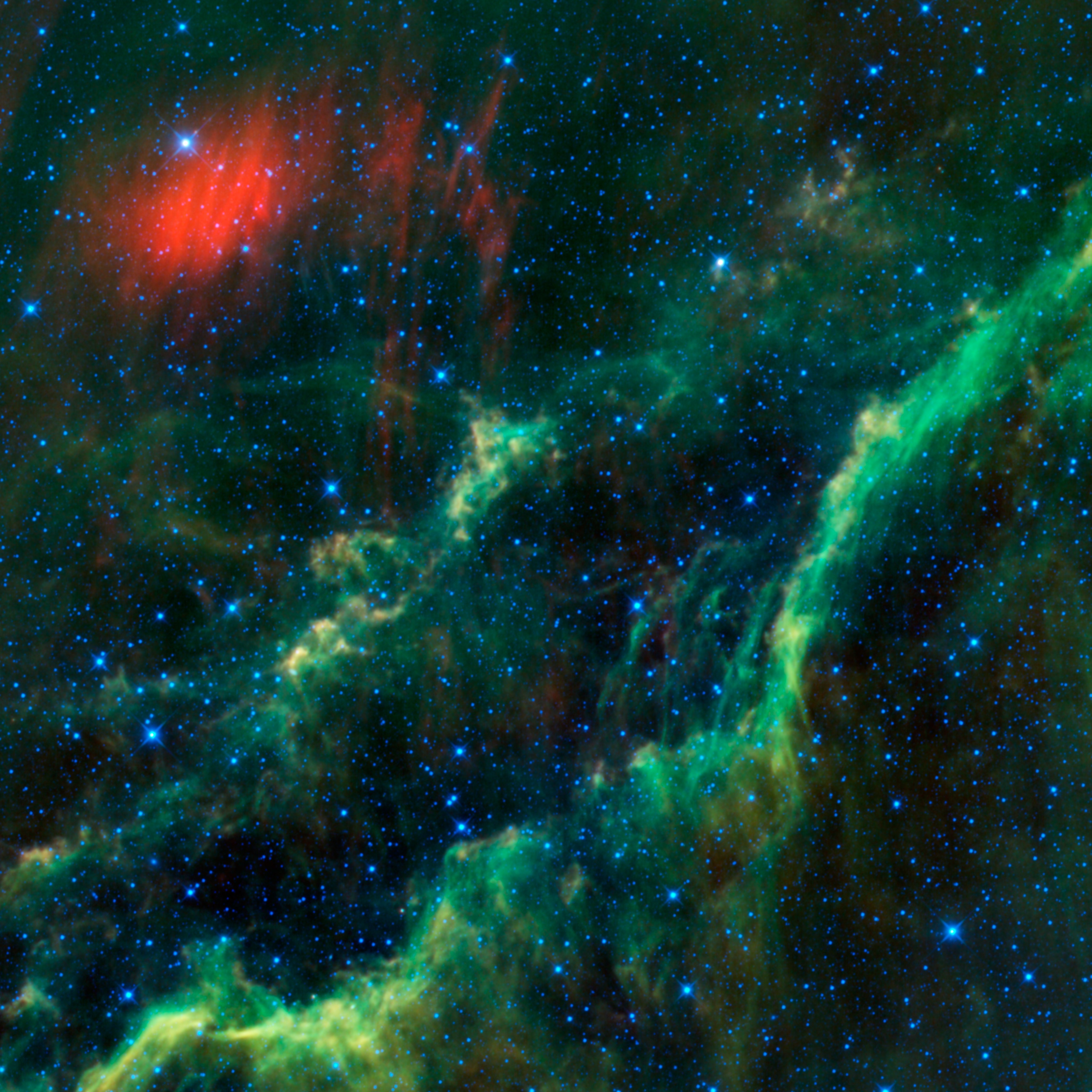
Imagine în infraroșu a nebuloasei realizată de telescopul WISE.
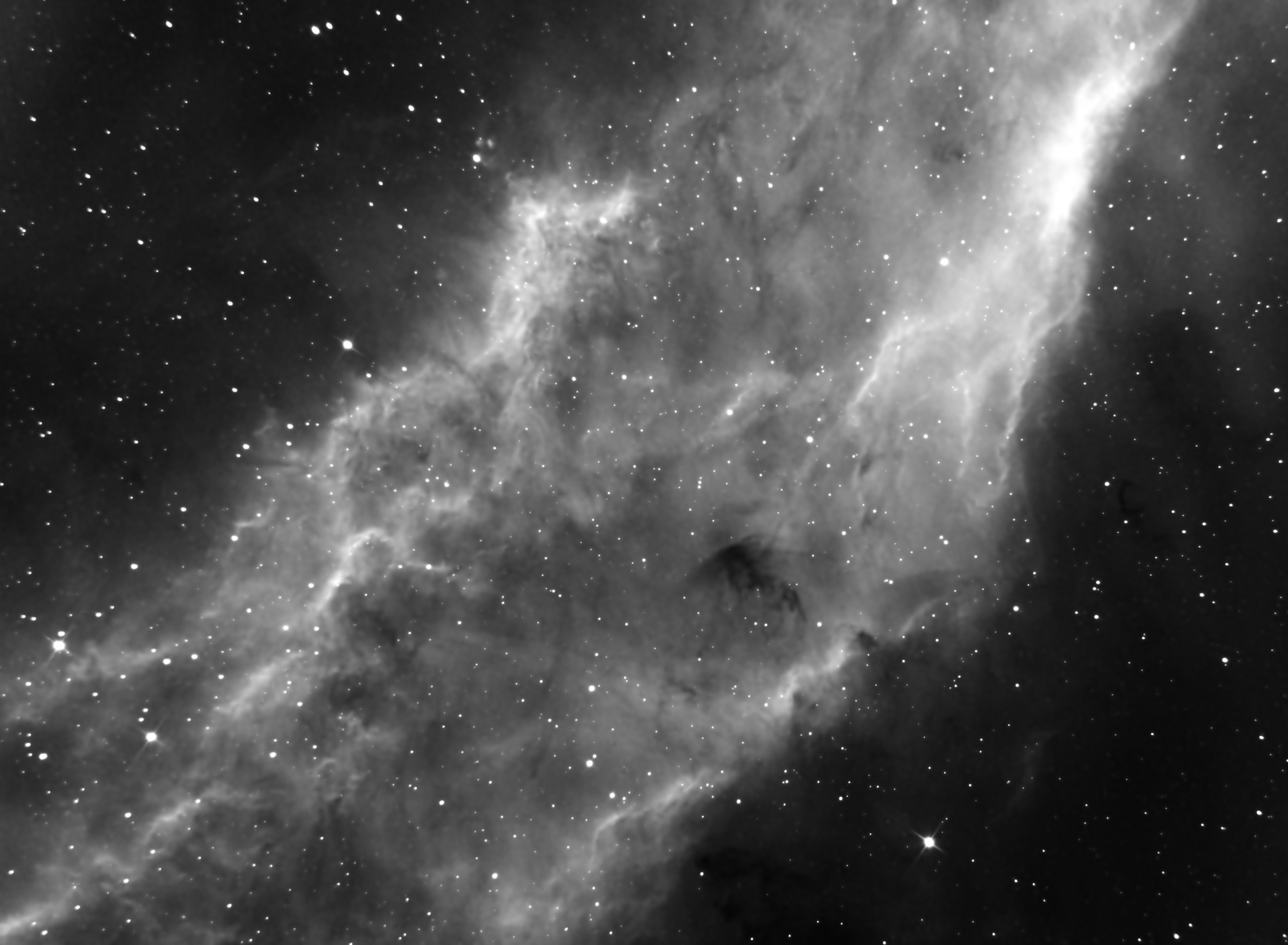
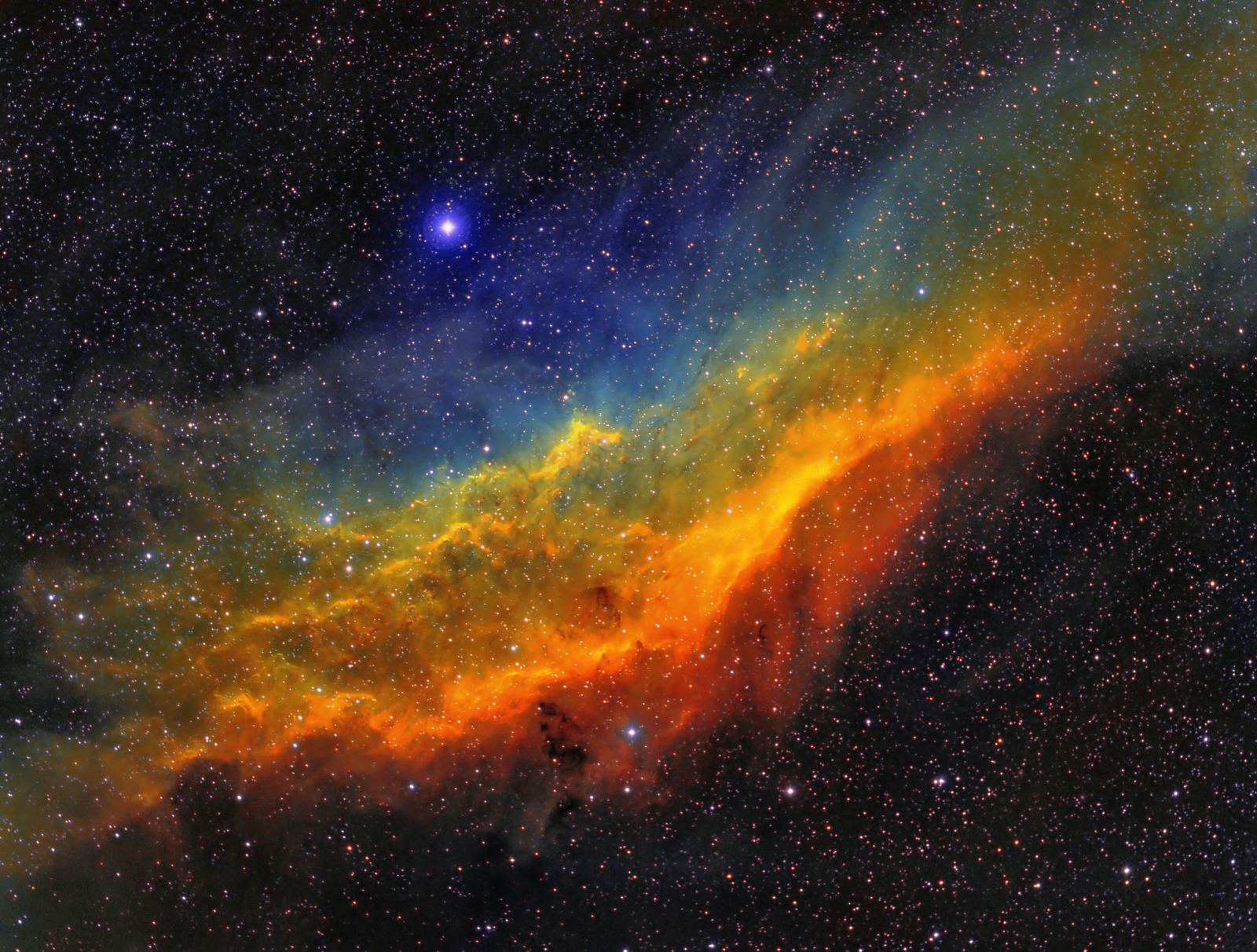
Imagine a NGC 1499 realizată de astronomul Luca Moretti.
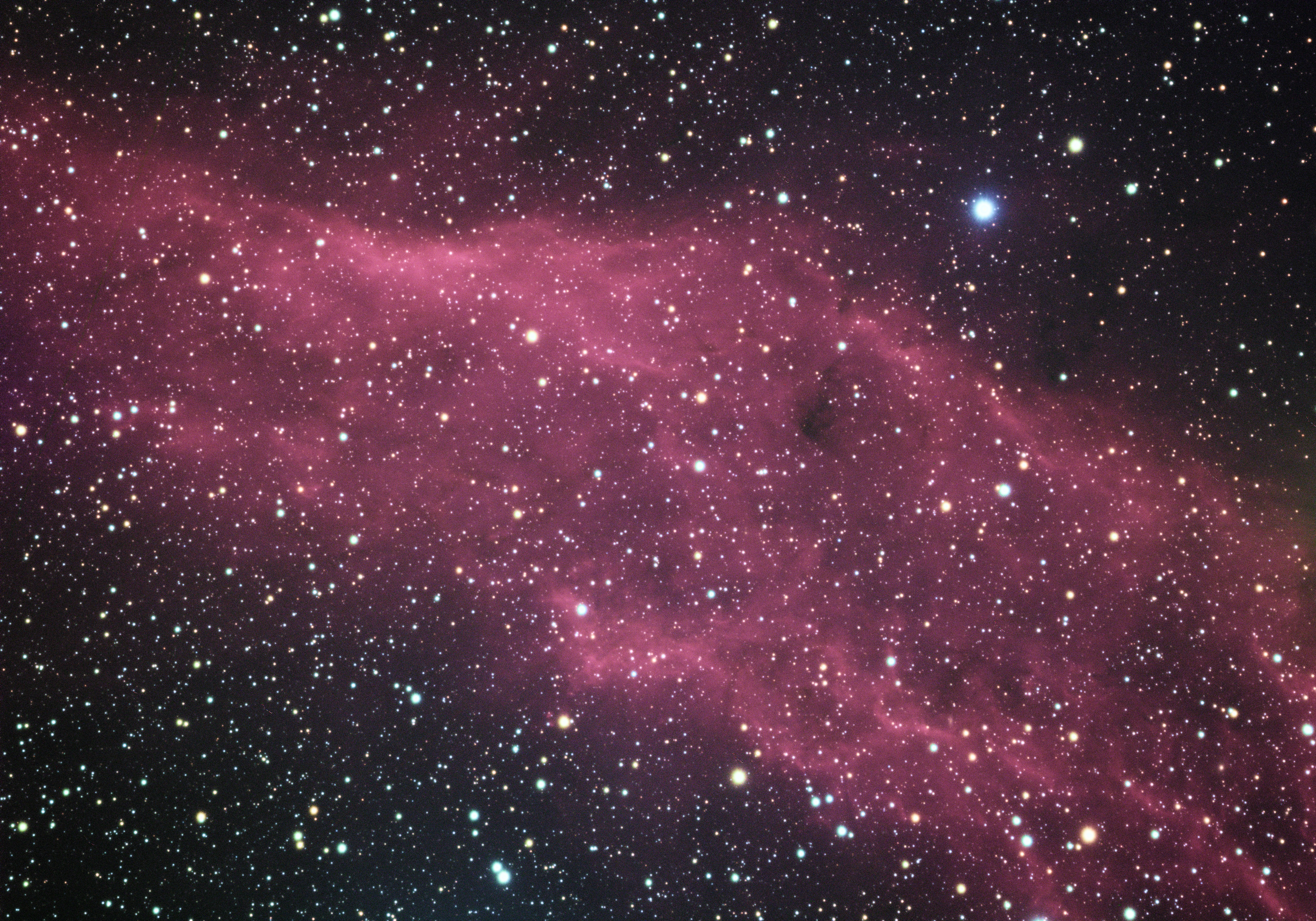